# Margelina d'Anglesola i d'Alagó
Margelina d’Anglesola i d’Alagó (fl. 1261-1298) va ser baronessa de Queralt, filla de Guillem III d’Anglesola i Constança d’Alagó.
El 1261 ja estava casada amb Pere de Queralt i de Cervelló. Mort aquest, entre 1282 i 1286, es converteix en usufructuària de la baronia de Queralt. És la dona que més temps ocupa aquesta responsabilitat en tota la història del Senyoriu, atès que l'exerceix almenys durant dotze anys.
El 1291 nomena com a batlle personal el jueu Cresques, a qui el 1298 cedeix "tot el mercat de Santa Coloma amb tots els seus drets, lleudes i mesuratge, tant en dies de mercat com entre setmana, com també de bans de pes i mesuratge falsos, baralles i altres emoluments del dit mercat; en els quals bans hi tindreu la meitat, exceptuant el treure l'espasa i fer sang, com és de costum".
Margelina també consta en un registre de 1294 en el qual ordena fer tres portes de fusta pels portals de la Vila.